# Six Feet Under (tv-serie)
 For alternative betydninger, se Six Feet Under. (Se også artikler, som begynder med Six Feet Under)
Six Feet Under var en amerikansk dramaserie skabt af Alan Ball. Den blev oprindeligt sendt fra 2001 til 2005 i USA og var produceret af Alan Ball, Alan Poul, Robert Greenblatt og David Janollari. Serien omhandler et familiedrevet ligkapel, Fisher & Sons Funeral Home, og Fisher-familiens liv efter familiens patriarks død. Serien finder sted i Los Angeles.

## Sammendrag af seriens handling
Nate Fisher (Peter Krause) er søn af en bedemand og bliver efter dennes død, noget modvillig, medejer i firmaet sammen med sin bror David Fisher (Michael C. Hall). Fisher-familien består også af moren Ruth Fisher (Frances Conroy) og søsteren Claire Fisher (Lauren Ambrose). Andre vigtige personer er familiens ven og medarbejder Fredrico Diaz (Freddy Rodriguez), Nates kæreste Brenda Chanowith (Rachel Griffiths) og Davids kæreste Keith Charles (Mathew St. Patrick).
På et niveau er serien et konventionelt familiedrama som har emner som forhold mellem mennesker, utroskab og religion. På et andet niveau er serien kendetegnet af at den sætter døden i fokus, og udforsker denne på mange niveauer; personlige, religiøse og filosofiske. Hver episode starter med et dødsfald (alt fra drukning, hjerteinfarkt eller vuggedød) og dette dødsfald slår tonen an for resten af episoden. Dette tillader personerne at reflektere over deres lykke og ulykke på måder, som bliver sat i lys af det relevante dødsfald og dets efterspil. Serien har også en kraftig dosering mørk humor og surrealisme.